# Granat właściwy

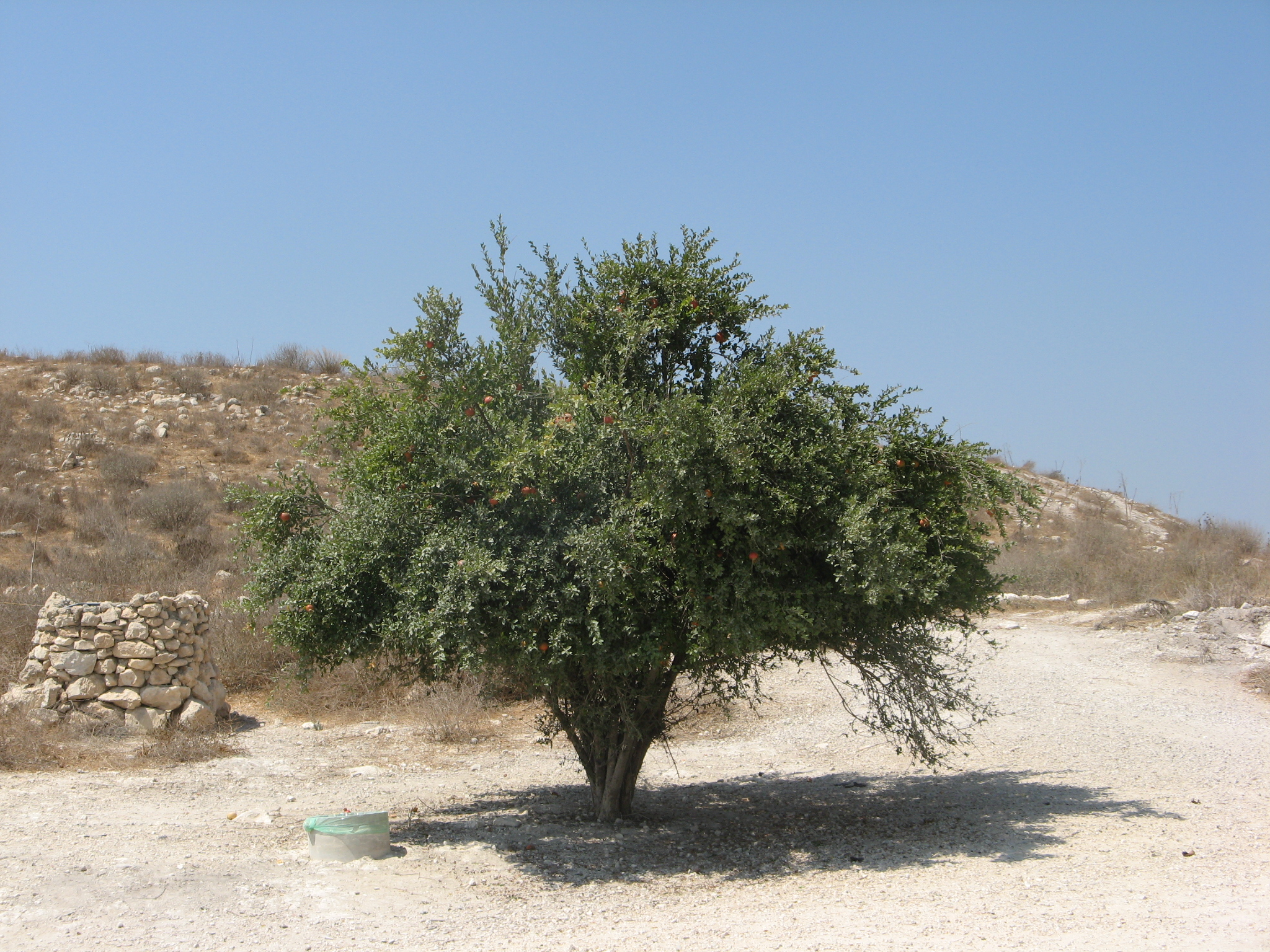
Pokrój

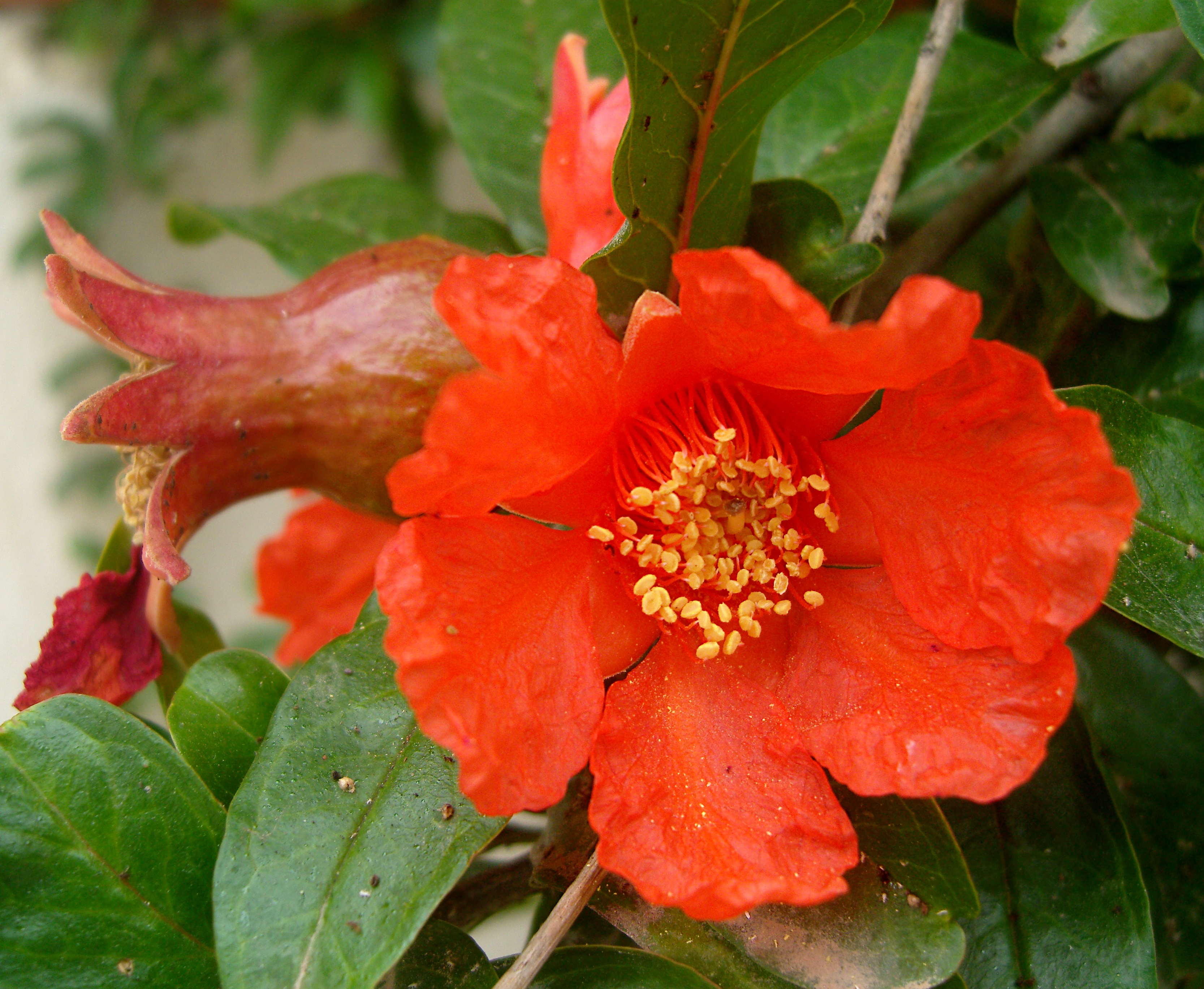
Kwiat

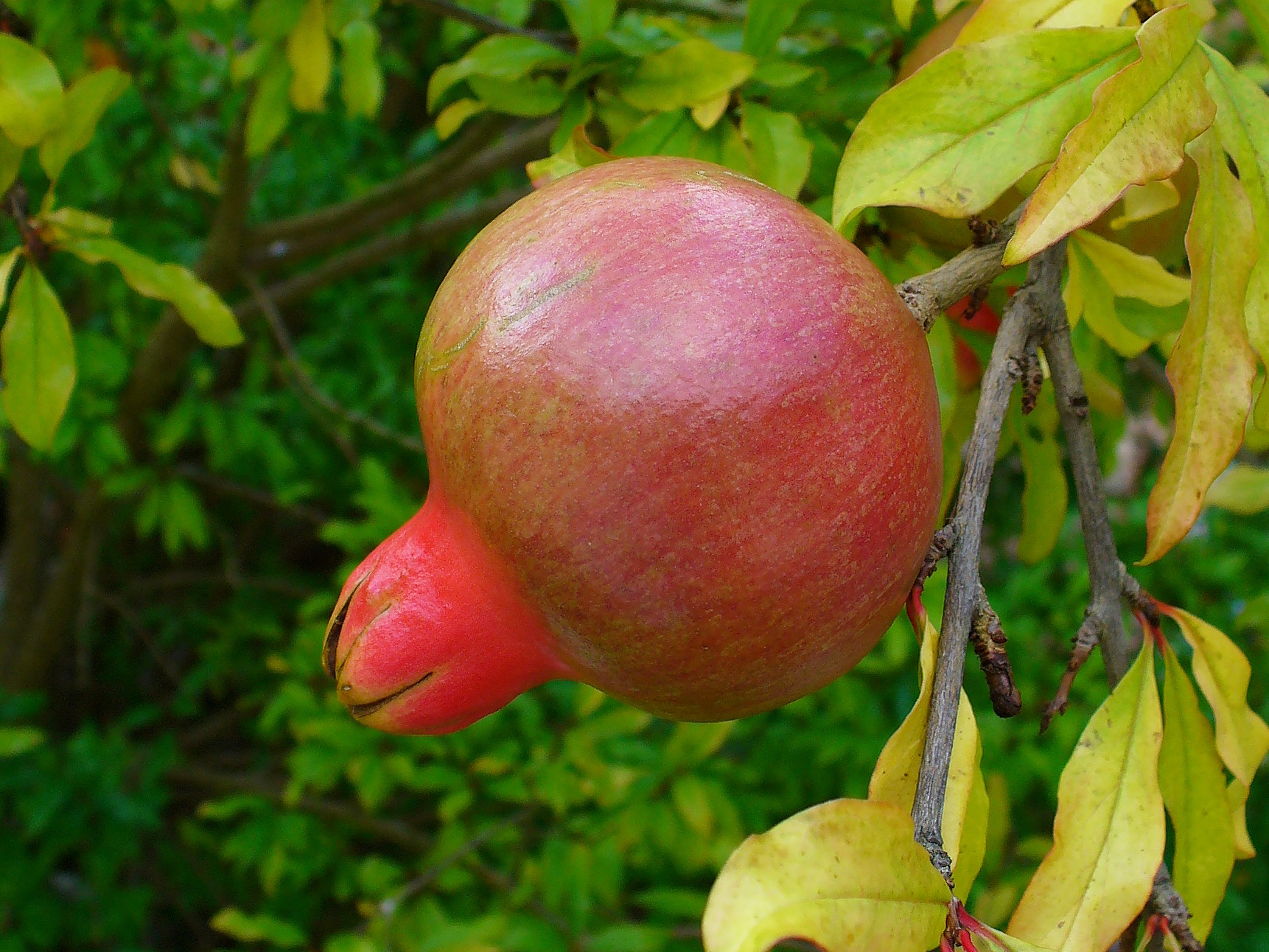
Owoc

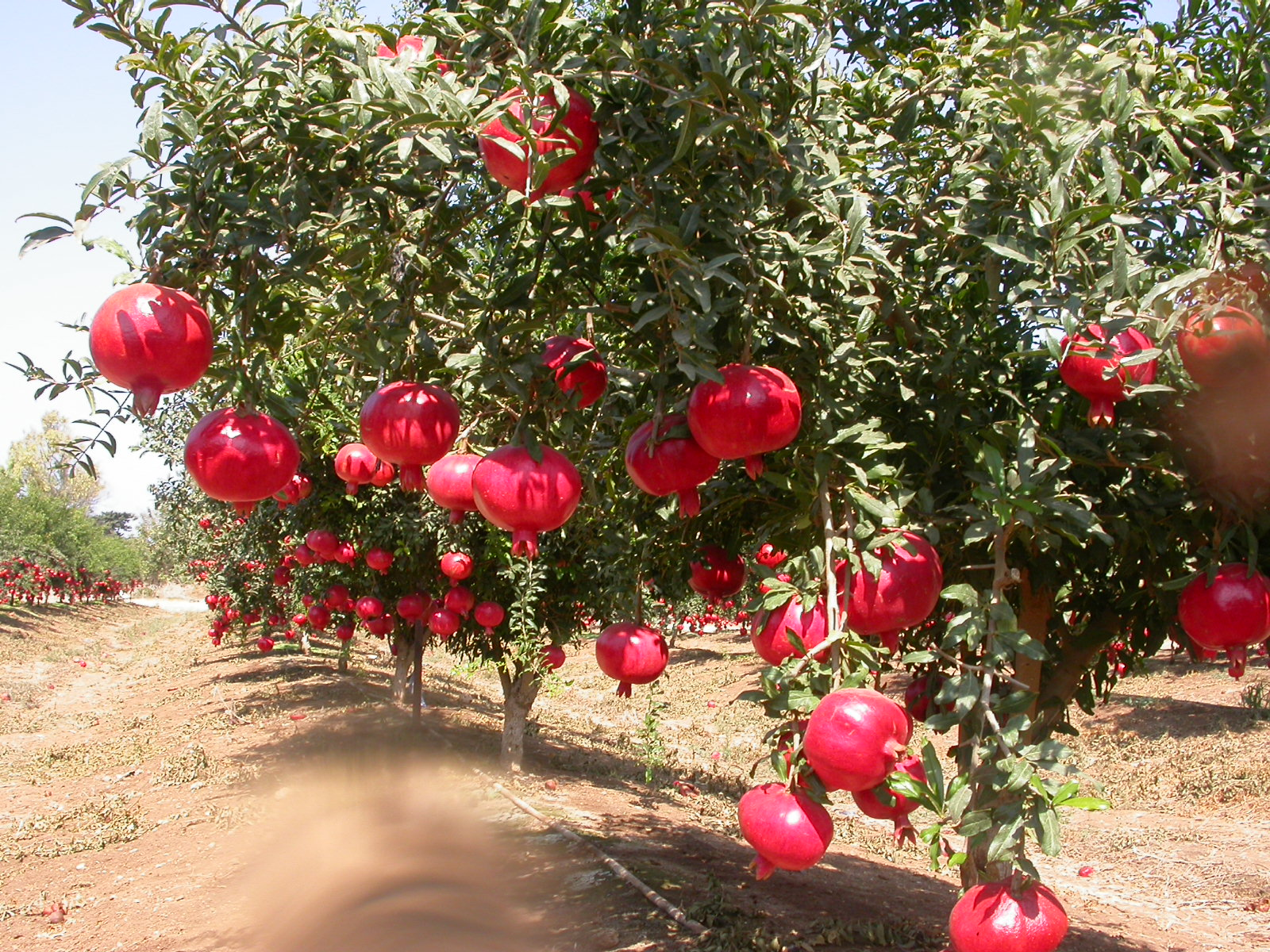
Uprawa granatów

Granat właściwy, granatowiec właściwy (Punica granatum L.) – gatunek rośliny należący do rodziny krwawnicowatych (Lythraceae). Rodzimy obszar jego występowania obejmuje część obszarów Azji Zachodniej, Kaukazu i Półwyspu Indyjskiego (państwa: Afganistan, Iran, Irak, Turcja, Dagestan, Tadżykistan, Turkiestan, Indie), ale rozprzestrzenia się poza tymi regionami. Jest uprawiany w wielu krajach świata. W Polsce ma status gatunku przejściowo dziczejącego (efemerofita) z powodu znalezienia pojedynczej siewki w Warszawie.

## Morfologia
PokrójKrzew lub niewielkie drzewo o wysokości 3–5 m. Gałęzie obwisające, za młodu  kolczaste.
LiścieUlistnienie naprzeciwległe, liście eliptyczno-lancetowate o długości 3–8 cm. Z wierzchu ciemnozielone, błyszczące, całobrzegie.
KwiatyObupłciowe, osadzone w pachwinach po 1-3 na szczytach gałązek. Dno kwiatowe i kielich jaskrawopąsowe (u odm. ozdobnych również białe i różowe). Korona 5-8 płatkowa, dzwonkowata, o średnicy ok. 4 cm, zazwyczaj czerwona, czasami biała. Słupek jeden z wielopiętrową zalążnią, Pręciki liczne. Kwiaty wyrastające na tegorocznych pędach są dzbankowate i większe, z normalnie wykształconą dolną zalążnią i szyjką słupka oraz pręcikami. Kwiaty rozwijające się na pędach starszych są mniejsze i niedorozwinięte (mają krótszą szyjkę słupka), opadają po przekwitnięciu. Korona pięciopłatkowa, o licznych pręcikach z pomarańczowoczerwonymi nitkami. Większość odmian jest obcopylna.
OwoceJagody, przypominające kształtem i wielkością duże jabłka. Pokryte są twardą skórzastą łupiną barwy purpurowej, fioletowej, czasem brązowej albo białoczerwonawej, z kielichem pozostającym na wierzchołku, zawierają po 400–700 tępograniastych nasion. MTN 19–21 g. Nasiona otoczone są osnówkami (arillus) o kolorze najczęściej czerwonym, ale również różowym i żółtym. Osnówki mają galaretowatą konsystencję i są niezwykle soczyste, stanowią część jadalną owocu. Z nich otrzymuje się syrop zwany grenadyną. Obecnie wprowadza się odmiany partenokarpiczne, które jako beznasienne są wydajniejsze i łatwiejsze do spożywania.

## Uprawa

### Historia
Na Bliskim Wschodzie granaty uprawiane były od kilku tysięcy lat. Najstarsze wzmianki o nich znajdują się zapisane pismem klinowym na glinianych tabliczkach znalezionych w Mezopotamii i datowanych na połowę trzeciego tysiąclecia p.n.e. Później uprawa rozprzestrzeniona została przez Fenicjan. W ruinach Jerycha odkryto drewniane naczynie, któremu nadano kształt owocu granatowca, oraz resztki jego owoców. W Gezer i jaskiniach nad Morzem Martwym odkryto zasuszone owoce pochodzące z okresu 1650 lat p.n.e. W Starożytnym Egipcie granat naturalnie nie występuje, ale został sprowadzony i był uprawiany już około 1550 r. p.n.e. Znany był Żydom, podczas podróży z Egiptu do Kanaanu narzekali oni bowiem, że na pustyni nie ma  „drzew figowych ani winorośli, ani drzewa granatowego, a nawet nie ma wody do picia” (Lb 20,5). Później uprawa granatowca rozprzestrzeniła się na trasie jedwabnego szlaku. Stał się bardzo popularny w Korei i Japonii, gdzie zaczęto go uprawiać jako bonsai. Wyhodowano tam wiele jego nowych kultywarów.

### Wymagania
Granaty uprawia się w klimacie suchym i gorącym. W czasie zimy może wytrzymać mrozy do –11 °C. Nie wymaga gleby urodzajnej, rośnie dziko nawet w rozpadlinach skalnych zawierających niewielkie ilości ziemi. Granat toleruje gleby umiarkowanie zasadowe, z pH dochodzącym do 7,5, ale woli glebę lekko kwaśną (pH 5,5-6,5).

## Zastosowanie
- Sztuka kulinarna – czerwonofioletowy sok z granatu (plamy z niego są bardzo trudne do usunięcia), słodki i cierpki zarazem, dobrze gasi pragnienie. Dodaje się go do napojów i deserów. Kwaśnym sokiem z dziko rosnących granatów można zastępować sok z cytryny (w przemyśle otrzymuje się z tego soku krystaliczny kwas cytrynowy). Z owoców odmian słodkich produkuje się wina. W kuchni perskiej sok używany jest często do przyrządzania potraw, w kuchni indyjskiej wykorzystuje się także suszone nasiona (anardhan). Granaty zawierają cukier (8–19% z tego 5–10% glukozy), białko, kwasy organiczne (głównie cytrynowy,  5–9%), żelazo, wapń, witaminę C. Granaty zbiera się zanim w pełni dojrzeją. Zawierają fitoestrogeny.
- Roślina lecznicza: W medycynie śródziemnomorskiej i azjatyckiej wykorzystywana jest kora jako środek przeciwrobaczy. Odwar z kory zawiera alkaloidy: peletierynę i izopeletryninę, które działają paraliżująco na tasiemce. Do tego samego celu medycyna chińska wykorzystuje korę z korzeni. W Azji odwar z kwiatów stosowany jest jako lek przeciwbiegunkowy. Pseudonaukowe publikacje sugerują, że owoc zapobiega przedwczesnemu starzeniu się. Analizy publikacji naukowych wskazują, że nie ma silnych dowodów naukowych na wpływ owoców granatu na zdrowie[12]. Wyniki różnych badań klinicznych są niespójne i niejednoznaczne. Niektóre wskazują na pewne działanie przeciwzapalne[13] i ochronę przed kamieniem nazębnym[14]. Sugerowany wpływ na układ sercowo-naczyniowy nie został dostatecznie udowodniony i wymaga dalszych badań[15][16].
- Garbarstwo: Kora, liście i drewno granatowca zawierają do 32% garbników, które są wykorzystywane do garbowania cienkich, szlachetnych skór (safian) i produkcji farb[7].
- W krajach o ciepłym klimacie jest uprawiany jako roślina ozdobna[17].

### Wartości odżywcze
| Woda (%)                             | 79  |
| Kalorie                              | 70  |
| Białko (%)                           | 1,1 |
| Tłuszcze (%)                         | 0,9 |
| Węglowodany(%)                       | 18  |
| Błonnik (%)                          | 0,3 |
| Zalecane dzienne zapotrzebowanie (%) |     |
| Witamina A                           | -   |
| Tiamina B1                           | 0,2 |
| Ryboflawina B2                       | 1,2 |
| Niacyna                              | 1,4 |
| Witamina C                           | 8,9 |
| Zawartość (mg)                       |     |
| Wapń                                 | 1,0 |
| Fosfor                               | 2,8 |
| Żelazo                               | 8,0 |
| Sód                                  |     |
| Potas                                | 5,5 |

## Rola w kulturze

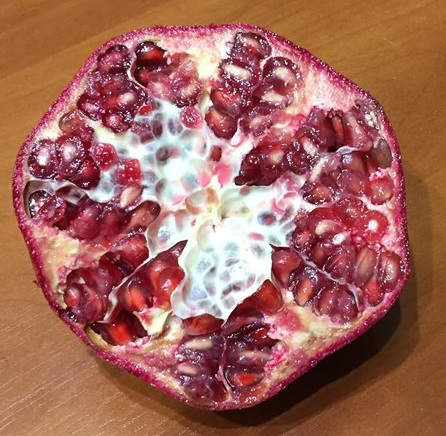
Owoc granatu po przecięciu

- Owoc granatu po przecięciuW Biblii granat wymieniony jest ponad 30 razy. Znajduje się wśród  siedmiu najważniejszych gospodarczo roślin obiecanych Żydom w Ziemi Obiecanej. Owoce granatu (wśród innych) przynieśli zwiadowcy Jozuego wysłani na zbadanie terenów, które Żydzi zamierzali podbić (Pwt 8,7-8))[9].
- Od nazwy granatu pochodzi wiele nazw miejscowości w Ziemi Świętej (zobacz: Ne 11,29, Sdz 20,45), a także imion postaci wymienionych w Biblii (np. 2 Sm 4,2), lub bogów pogańskich (2 Krl 5,18)[9].
- W wielu językach europejskich od nazwy owocu granatu pochodzi nazwa rodzaju broni – granatu[18].
- Od hiszpańskiego słowa granada oznaczającego owoc granatowca pochodzą nazwy geograficzne Grenada, Granada, Grenadyny[18].
- Kwiaty i owoce granatu w cywilizacji asyryjskiej, semickiej i egipskiej były częstym  motywem dekoracyjnym[18]. Żydzi wykorzystywali je do zdobienia strojów i rzeźb. Np. szaty kapłanów żydowskich obszyte były na przemian ornamentami owocu i kwiatu granatowca. Owoce symbolizują wierność Pięcioksięgowi. Kapitele dwóch wykonanych z brązu kolumn w Świątyni Jerozolimskiej ozdobione były krętym łańcuchem z owocami granatu. Na wzór owocu granatu Żydzi wykonali koronę królewską[9].
- Również w chrześcijaństwie owoce i kwiaty granatu są często spotykanym motywem zdobniczym na ornamentach i malowidłach kościelnych oraz na szatach liturgicznych. W chrześcijaństwie granat symbolizuje życie wieczne[9].
- W mitologii rzymskiej Prozerpinie, gdy została porwana przez Plutona do podziemnego świata zmarłych, udało się powrócić do świata żywych dopiero po tym, jak zjadła nasiona granatu[18].
- W mitologii greckiej boginie Furie zasadziły drzewko granatu na grobie Eteoklesa (króla Teb). Gdy zerwano owoc, spłynęła z niego krew[18].